# Finnigan Fox
Finnigan Fox är ett ännu ej lanserat datorspel för Intellivision Amico. Spelet är en spinoff till spelet Fox N Forests från 2018, som släpptes med versioner för Microsoft Windows, PlayStation 4, Xbox One och Nintendo Switch. Att spelet skulle släppas utannonserades den 5 augusti 2020.